# Ichneutica semivittata
Ichneutica semivittata là một loài bướm đêm thuộc họ Noctuidae. Nó là loài đặc hữu của New Zealand.
Sải cánh dài khoảng 40 mm.

## Hình ảnh

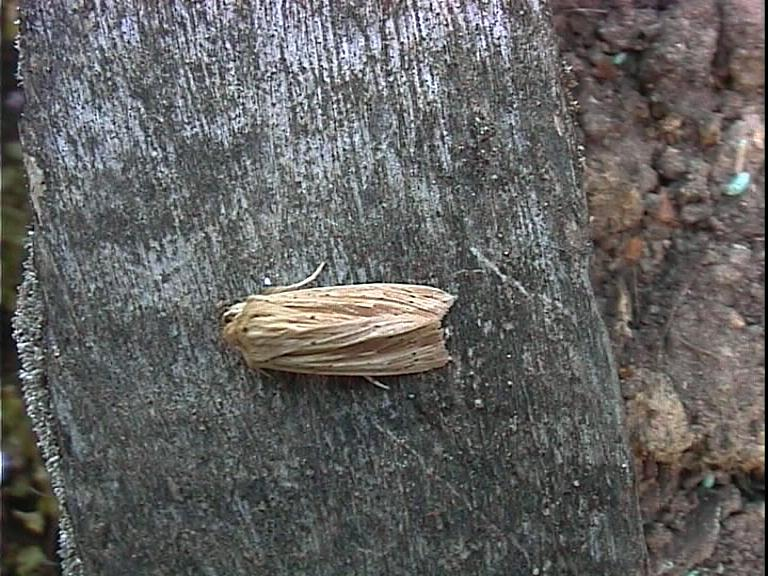
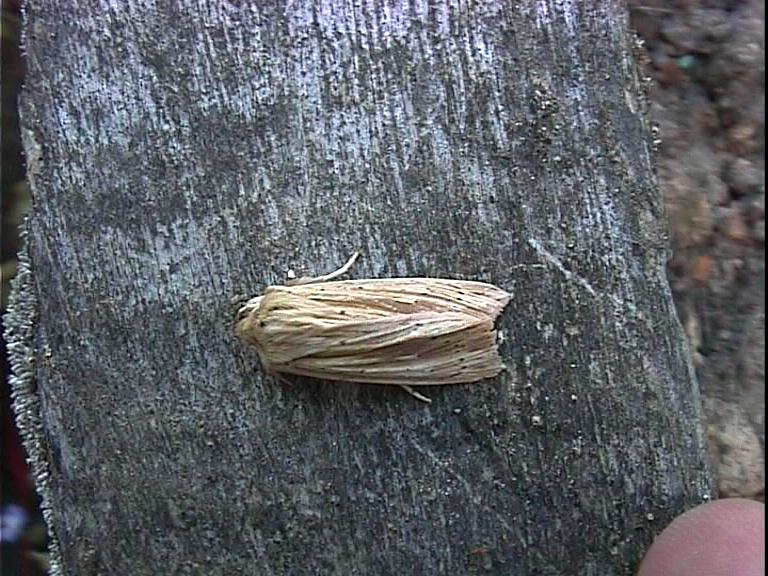